# 阿富汗革命劳动者协会
阿富汗革命劳动者协会（羅馬化：Jam'iat-e Inqilabi-ye Zahmatkashan-e Afghanistan，缩写为，JAZA）是阿富汗历史上的一个政治组织，为阿富汗人民民主党的异见派系。由坎大哈人扎希尔·乌福克领导。该组织从左翼立场批评阿富汗人民民主党，例如批评其在四月革命后未宣布无产阶级专政。
后来，该组织发生分裂，青年干部另外组建阿富汗劳动者敢死队员组织，主张继续从事武装斗争。
1987年11月，该组织加入阿富汗人民民主党领导的左翼-民主党派联盟。